# Rusowszczyzna
Rusowszczyzna (biał. Русаўшчына, Rusauszczyna; ros. Русовщина, Rusowszczina) – wieś na Białorusi, w obwodzie mińskim, w rejonie kleckim, w sielsowiecie Kuchczyce.
Współcześnie miejscowość obejmuje także dawną wieś Nowosiółki.

## Historia
W XIX i w początkach XX w. położona była w Rosji, w guberni mińskiej, w powiecie słuckim.
W dwudziestoleciu międzywojennym Rusowszczyzna i Nowosiółki leżały w Polsce, w województwie nowogródzkim, w powiecie nieświeskim, w gminie Siniawka. W 1921 Rusowszczyzna liczyła 212 mieszkańców, zamieszkałych w 42 budynkach, w tym 206 Białorusinów i 6 Polaków. 206 mieszkańców było wyznania prawosławnego i 6 rzymskokatolickiego. Nowosiółki liczyły zaś 125 mieszkańców, zamieszkałych w 18 budynkach, wyłącznie Białorusinów wyznania prawosławnego
Po II wojnie światowej w granicach Związku Sowieckiego. Od 1991 w niepodległej Białorusi.